# 援中港濕地公園
援中港濕地公園（英語：Yuanjhong Wetlands Park），前身是一片漁塭，屬於海軍用地，位於臺灣高雄市楠梓區援中港地區，佔地約29.41公頃。因海軍二代艦基地的開發計畫，軍方收回土地進行重劃，並捐地50公頃給高雄市政府作為公共設施，其中約30公頃規劃為濕地公園，於2007年完工啟用。目前由台灣濕地保護聯盟認養維護。

## 交通資訊

### 公車
| 編號               | 經營業者   | 區間                     | 備註 |
| ------------------ | ---------- | ------------------------ | ---- |
| 梓官幹線（紅53）   | 南台灣客運 | 臺鐵新左營站－蚵仔寮漁港 |      |
| 梓官幹線（紅53副） | 南台灣客運 | 臺鐵新左營站－漁故鄉     |      |
| 8017               | 高雄客運   | 岡山車站－台鐵新左營站   |      |
| 8021               | 高雄客運   | 高客鳳山站－彌陀國小     |      |
| 8043               | 高雄客運   | 高客高雄站－高客茄萣站   |      |

### 公共自行車
- 高雄市公共自行車租賃系統：
  - 援中港濕地公園：援中港濕地公園(西側)
  - 蚵仔寮觀光魚市：漁港一路/港七街口(西北側停車場)（步行約15分鐘）
  - 樂活公園(大學二十六街)：德中路/大學二十六街口(東北側人行道)（步行約35分鐘）

## 外部連結
- 援中港生態濕地公園 - 高雄旅遊網 （页面存档备份，存于）
- 援中港濕地公園 - 交通部觀光署 （页面存档备份，存于）
- 援中港濕地 （页面存档备份，存于）
- 援中港濕地公園的Facebook專頁